# Sonja Kaiblinger
Sonja Kaiblinger (* 22. September 1985 in Krems) ist eine österreichische Kinder- und Jugendbuchautorin. Für ihr Werk „Scary Harry – von allen guten Geistern verlassen“ erhielt sie 2015 den „Leserstimmen-Preis der jungen LeserInnen“ des Büchereiverbands Österreich.

## Leben und Wirken
Kaiblinger studierte unter anderem Tourismus- und Freizeitmanagement an der IMC Fachhochschule Krems, bevor sie verschiedene Jobs ausübte, unter anderem Museumsführerin, Nachtwächterin, Schauspielerin, Werbetexterin oder Eisverkäuferin. Schließlich arbeitete sie als Lehrerin in einer Tourismusschule, während sie ihre ersten Manuskripte verfasste. Seit 2012 veröffentlicht sie beim Loewe Verlag erfolgreich Kinder- und Jugendromane. Ihre Reihe „Scary Harry – von allen guten Geistern verlassen“ wurde bisher in acht Sprachen übersetzt. Zurzeit arbeitet sie an weiteren Büchern für Kinder und Jugendliche, außerdem veranstaltet sie Lesungen und Leseworkshops in Österreich und in Deutschland. 2014 erhielt sie für den Roman „Scary Harry – von allen guten Geistern verlassen“ die Auszeichnung „Leipziger Lesekompass“ anlässlich der Leipziger Buchmesse. 2015 folgte für selbiges Werk der Leserstimmen-Preis der jungen LeserInnen des Büchereiverband Österreichs.
2020 erhielt sie für das Kinderbuch Vincent flattert ins Abenteuer den Leipziger Lesekompass in der Kategorie 6–10 Jahre.
Sie lebt in Wien.

## Werke
Scary Harry-Reihe:
- Scary Harry 1 – von allen guten Geistern verlassen. Illustrationen von Fréderic Bertrand, Loewe, Bindlach 2013, ISBN 978-3-7855-7742-4.
- Scary Harry 2 – Totgesagte leben länger. Illustrationen von Fréderic Bertrand, Loewe, Bindlach 2014, ISBN 978-3-7855-7745-5.
- Scary Harry  – Fledermaus frei Haus. Illustrationen von Fréderic Bertrand, Loewe, Bindlach 2014, ISBN (epub) 978-3-7320-0593-2.
- Scary Harry 3 – Meister aller Geister. Illustrationen von Fréderic Bertrand, Loewe, Bindlach 2015, ISBN 978-3-7855-8035-6.
- Scary Harry 4 – Ab durch die Tonne. Illustrationen von Fréderic Bertrand, Loewe, Bindlach 2015, ISBN 978-3-7855-8036-3.
- Scary Harry 5 – Hier scheiden sich die Geister. Loewe, Bindlach 2016, ISBN 978-3-7855-8265-7.
- Scary Harry 6 – Hals- und Knochenbruch. Illustrationen von Fréderic Bertrand, Loewe, Bindlach 2017, ISBN 978-3-7855-8266-4.
- Scary Harry 7 – Knochengrüsse aus Russland. Loewe, Bindlach 2018, ISBN 978-3-7855-8853-6.
- Scary Harry 8 – Zu tot um wahr zu sein. Loewe, Bindlach 2019, ISBN 978-3-7855-8908-3.
- Scary Harry 9 – Das Skelett mit der goldenen Sense. Loewe, Bindlach 2021, ISBN 978-3-7855-8909-0.

Verliebt in Serie-Reihe:
- Rosen und Seifenblasen – Verliebt in Serie. Loewe, Bindlach 2014, ISBN 978-3-7855-7866-7.
- Lilien und Luftschlösser – Verliebt in Serie. Loewe, Bindlach 2015, ISBN 978-3-7855-7879-7.
- Tulpen und Traumprinzen – Verliebt in Serie. Loewe, Bindlach 2016, ISBN 978-3-7855-7880-3.

Chloé-Reihe:
- Chloé völlig von der Rolle. Illustrationen von Vera Schmidt, Loewe, Bindlach 2016, ISBN 978-3-7855-8238-1.
- Chloé und der Sprung in der Schüssel. Loewe, Bindlach 2017, ISBN 978-3-7855-8239-8.
- Chloé und die rosarote Brille. Loewe, Bindlach 2018, ISBN 978-3-7855-8240-4.

Vincent-Reihe:
- Vincent flattert ins Abenteuer. Loewe, Bindlach 2020, ISBN 978-3-7432-0020-3.
- Vincent und das Geisterlama. Loewe, Bindlach 2021, ISBN 978-3-7432-0021-0.
- Vincent und das ängstliche Zebra. Loewe, Bindlach 2023, ISBN 978-3-7432-0036-4.

Pferdebücher:
- Ferien mit Traumpferd. Loewe, Bindlach 2013, ISBN 978-3-7855-7637-3.
- (zus. mit Meike Haas): Ein Paradies für Pferdefreunde. Loewe, Bindlach 2014, ISBN 978-3-7855-7754-7.

Jugendbücher:
- Kuhfladenwalzer. Loewe, Bindlach 2014, ISBN 978-3-7855-7877-3.

Fantasy:
- Auf den ersten Blick verzaubert. Dressler, Hamburg 2018, ISBN 978-3-7915-0071-3.
- Beim zweiten Kuss verwechselt. Dressler, Hamburg 2018, ISBN 978-3-7915-0078-2.

## Auszeichnungen
- Leserstimmen – Preis der jungen LeserInnen des Büchereiverbandes Österreichs für Scary Harry – von allen guten Geistern verlassen (Juni 2015)
- Leipziger Lesekompass anlässlich der Leipziger Buchmesse für Scary Harry – von allen guten Geistern verlassen (März 2014)
- Leipziger Lesekompass für Vincent flattert ins Abenteuer (2020)[3]